# 蒙藏條約
《蒙藏條約》（藏語：བོད་སོག་ཆིངས་ཡིག，威利转写：bo sog chings yig）是蒙古和西藏第十三世達賴喇嘛派遣的人員在中國辛亥革命後，雙方於1913年1月11日在蒙古庫倫簽訂的條約，互相承認獨立主權地位。但西藏方面条约签署人的身份受到質疑，从而质疑这条约的有效性，因為藏方的簽約人阿旺德爾智同时具有俄羅斯帝國的布里亚特公民身份，一位受西藏政府信任的貴族認為達賴喇嘛並未授予其代表西藏與蒙古訂約的權力。俄國政府檔案保存的達賴喇嘛委託德爾智致送俄國沙皇的信則表明，他授權德爾智進行秘密任務，與外國交涉，以為佛教謀利益。

## 条约的签署

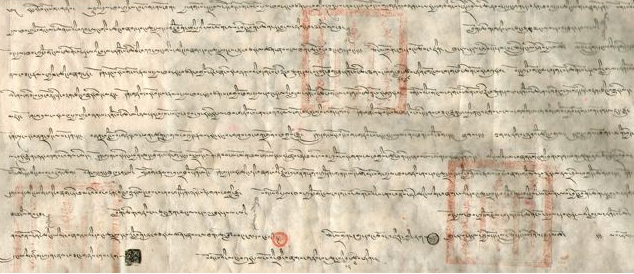
條約原件

辛亥革命爆發之后，西藏和大蒙古國都正式以喇嘛的名义宣布独立，但均未得到当时國際社會包括中华民国的承认。在条约中，蒙古和西藏表示将互相认可并拥护。代表蒙古签署条约的是外务大臣达喇嘛拉布敦以及外务部副大臣达木丁苏隆。西藏方面的代表则是第十三世達賴的助理教師和政治顧問俄籍布里亚特蒙古人阿旺德尔智、阿旺秋增和秘书格登坚参（Gendun-Galsan）。

## 条约內容
条约內容共有九條。
- （前言）[4]

蒙古和西藏已經從滿洲王朝解放，並從中國分裂出去，成為獨立的國家，而且，鑑於這兩個國家自古以來宣稱信仰同一宗教，以期加強歷史上彼此友誼，外交部長尼亚克图·比利克图·达喇嘛拉布敦，和助理部長、秘書長芒来巴特尔·贝子达木丁苏隆，作為統治蒙古人民的政府的全權代表，與阿旺德尔智、阿旺秋增和秘书格登坚参，作為西藏統治者達賴喇嘛的全權代表，簽訂如下協議：
- 第一條 西藏的統治者達賴喇嘛批准和承認蒙古成為一個獨立的國家，以及信仰黃教的哲布尊丹巴喇嘛在豬年十一月九日宣稱成為該國的統治者。
- 第二條 蒙古人民的統治者哲布尊丹巴喇嘛批准和承認西藏成為一個獨立的國家，以及達賴喇嘛宣布為西藏的統治者。

## 条约有效性的爭議
當時许多人对这一条约的有效性持怀疑态度。十三世达赖喇嘛尽管謹請其努力為佛教謀利益，但未曾授权阿旺德尔智与蒙古进行磋商谈判。更重要的是，无论当时的西藏政府或者是藏传佛教的神职人员都似乎从未对这一条约表示认可。而俄国政府则表示，身为布里亚特人，阿旺德尔智是俄国的臣民，因此他无法以达赖喇嘛代表的身份参与外交事务。藏學家艾略特·史伯岭則主張阿旺德尔智確實獲得达赖喇嘛授權簽約，簽約的其他藏人也是已經在蒙古的西藏官員，否則他在條約本文中不會自稱全權使者。达赖喇嘛不承認的原因，可能是為了平息英國擔憂俄國因此干涉西藏的顧慮。

## 發現條約原稿
艾略特·史伯岭2007年在俄罗斯布里亚特地区的一家档案馆发现条约的藏文原稿，2008年6月17日向外正式公佈。條約目前的各種語言譯本均由这一藏文原稿輾轉翻译而来。條約原從藏文譯成蒙古文，後來再從蒙古文譯成俄文，再從俄文譯成英文，再從英文分別譯成中文和藏文。现在的蒙语版本是于1982年由蒙古科学院出版。

## 签署之后
关于这一条约的新闻使得参与西姆拉会议的英国谈判者们担心，俄罗斯可能试图借此机会获得在西藏事务上的影响力。同时，虽然中国最终没有签署《西姆拉条约》，蒙古、中华民国政府和俄罗斯还是于1915年5月25日签署了类似的《中俄蒙協約》。这一条约承认了蒙古在国家内政上的完全自治以及俄罗斯在蒙古的特权，同时也正式承认了中国对蒙古的宗主权。